# Canton de Quercy-Aveyron
Le canton de Quercy-Aveyron est une circonscription électorale française du département de Tarn-et-Garonne.

## Histoire
Un nouveau découpage territorial de Tarn-et-Garonne entre en vigueur à l'occasion des premières élections départementales suivant le décret du 27 février 2014. Les conseillers départementaux sont, à compter de ces élections, élus au scrutin majoritaire binominal mixte. Les électeurs de chaque canton élisent au Conseil départemental, nouvelle appellation du Conseil général, deux membres de sexe différent, qui se présentent en binôme de candidats. Les conseillers départementaux sont élus pour 6 ans au scrutin binominal majoritaire à deux tours, l'accès au second tour nécessitant 12,5 % des inscrits au 1er tour. En outre la totalité des conseillers départementaux est renouvelée. Ce nouveau mode de scrutin nécessite un redécoupage des cantons dont le nombre est divisé par deux avec arrondi à l'unité impaire supérieure si ce nombre n'est pas entier impair, assorti de conditions de seuils minimaux. En Tarn-et-Garonne, le nombre de cantons passe ainsi de 30 à 15.
Le canton de Quercy-Aveyron est formé de communes des anciens cantons de Nègrepelisse (1 commune), de Molières (2 communes), de Caussade (4 communes), de Lafrançaise (3 communes), de Montauban 1er Canton (2 communes) et de Montpezat-de-Quercy (3 communes). Il est entièrement inclus dans l'arrondissement de Montauban. Le bureau centralisateur est situé à Albias.

## Représentation
| Période élective | Période élective | Mandat | Mandat   | Identité             | Nuance | Nuance | Qualité                                                               |
| ---------------- | ---------------- | ------ | -------- | -------------------- | ------ | ------ | --------------------------------------------------------------------- |
| 2015             | 2021             | 2015   | 2021     | Jean-Claude Bertelli |        | DVD    | Vétérinaire retraité, maire de Réalville                              |
| 2015             | 2021             | 2015   | 2021     | Véronique Cabos      |        | DVD    | Agricultrice à Mirabel, 9ème Vice-Présidente du Conseil départemental |
| 2021             | 2028             | 2021   | en cours | Jean-Claude Bertelli |        | DVD    | Conseiller sortant                                                    |
| 2021             | 2028             | 2021   | en cours | Élisabeth Castagné   |        | DVD    | Ancienne maire de Piquecos                                            |

### Résultats détaillés

#### Élections de mars 2015
À l'issue du 1er tour des élections départementales de 2015, deux binômes sont en ballottage : Marion Benoit et Claude Bua (FN, 31,67 %) et Jean-Claude Bertelli et Véronique Cabos (DVD, 26,77 %). Le taux de participation est de 59,86 % (6 761 votants sur 11 294 inscrits) contre 58,89 % au niveau départemental et 50,17 % au niveau national.
Au second tour, Jean-Claude Bertelli et Véronique Cabos (DVD) sont élus avec 60,82 % des suffrages exprimés et un taux de participation de 60,35 % (3 639 voix pour 6 815 votants et 11 293 inscrits).

#### Élections de juin 2021
Le premier tour des élections départementales de 2021 est marqué par un très faible taux de participation (33,26 % au niveau national). Dans le canton de Quercy-Aveyron, ce taux de participation est de 39,61 % (4 635 votants sur 11 701 inscrits) contre 40,22 % au niveau départemental. À l'issue de ce premier tour, deux binômes sont en ballottage : Jean-Claude Bertelli et Élisabeth Castagne (DVD, 34,2 %) et Frédéric Cases et Nathalie Laplagne (RN, 23,45 %).
Le second tour des élections est marqué une nouvelle fois par une abstention massive équivalente au premier tour. Les taux de participation sont de 34,36 % au niveau national, 41,75 % dans le département et 40,7 % dans le canton de Quercy-Aveyron. Jean-Claude Bertelli et Élisabeth Castagne (DVD) sont élus avec 67,32 % des suffrages exprimés (2 868 voix pour 4 762 votants et 11 700 inscrits),,.

## Composition
Le canton de Quercy-Aveyron comprend quinze communes entières.
| Nom                            | Code Insee | Intercommunalité          | Superficie (km2) | Population (dernière pop. légale) | Densité (hab./km2) | Modifier                                    |
| ------------------------------ | ---------- | ------------------------- | ---------------- | --------------------------------- | ------------------ | ------------------------------------------- |
| Albias (bureau centralisateur) | 82002      | CC Quercy Vert-Aveyron    | 21,60            | 3 272 (2022)                      | 151                | modifier les données · modifier les données |
| Auty                           | 82007      | CC du Quercy Caussadais   | 7,42             | 144 (2022)                        | 19                 | modifier les données · modifier les données |
| Cayrac                         | 82039      | CC du Quercy Caussadais   | 6,21             | 562 (2022)                        | 90                 | modifier les données · modifier les données |
| L'Honor-de-Cos                 | 82076      | CC du Pays de Lafrançaise | 32,07            | 1 608 (2022)                      | 50                 | modifier les données · modifier les données |
| Lamothe-Capdeville             | 82090      | CA Grand Montauban        | 11,92            | 1 076 (2022)                      | 90                 | modifier les données · modifier les données |
| Mirabel                        | 82110      | CC du Quercy Caussadais   | 32,07            | 1 042 (2022)                      | 32                 | modifier les données · modifier les données |
| Molières                       | 82113      | CC du Quercy Caussadais   | 38,46            | 1 274 (2022)                      | 33                 | modifier les données · modifier les données |
| Montalzat                      | 82119      | CC du Quercy Caussadais   | 27,50            | 654 (2022)                        | 24                 | modifier les données · modifier les données |
| Montastruc                     | 82120      | CC du Pays de Lafrançaise | 4,67             | 297 (2022)                        | 64                 | modifier les données · modifier les données |
| Montfermier                    | 82128      | CC du Quercy Caussadais   | 6,55             | 109 (2022)                        | 17                 | modifier les données · modifier les données |
| Montpezat-de-Quercy            | 82131      | CC du Quercy Caussadais   | 44,02            | 1 600 (2022)                      | 36                 | modifier les données · modifier les données |
| Piquecos                       | 82140      | CC du Pays de Lafrançaise | 7,79             | 455 (2022)                        | 58                 | modifier les données · modifier les données |
| Réalville                      | 82149      | CC du Quercy Caussadais   | 25,09            | 1 867 (2022)                      | 74                 | modifier les données · modifier les données |
| Saint-Vincent-d'Autéjac        | 82174      | CC du Quercy Caussadais   | 16,27            | 283 (2022)                        | 17                 | modifier les données · modifier les données |
| Villemade                      | 82195      | CA Grand Montauban        | 9,21             | 824 (2022)                        | 89                 | modifier les données · modifier les données |
| Canton de Quercy-Aveyron       | 8211       |                           | 290,85           | 15 067 (2022)                     | 52                 | modifier les données                        |

## Démographie
En 2022, le canton comptait 15 067 habitants, en évolution de +2,02 % par rapport à 2016 (Tarn-et-Garonne : +3,12 %, France hors Mayotte : +2,11 %).
| 2013   | 2018   | 2022   |
| ------ | ------ | ------ |
| 14 578 | 14 840 | 15 067 |